# 沙恰河 (梁贊州)
沙恰河（俄语：Шача），是俄羅斯的河流，位於該國西部梁贊州，屬於茨納河的支流，該河流發源自沙茨克附近，河道全長48公里，流域面積449平方公里。